# Candela (protista)
Candela es un género de foraminífero bentónico considerado homónimo posterior de Candela Herrmannsen, 1846, y sustituido por Dymia de la subfamilia Angulogerininae, de la familia Uvigerinidae, de la superfamilia Buliminoidea, del suborden Buliminina y del orden Buliminida. Su especie tipo era Trifarina labrum. Su rango cronoestratigráfico abarcaba el Ordovícico.

## Discusión
Clasificaciones previas incluían Candela en el suborden Rotaliina del orden Rotaliida.

## Clasificación
Candela incluía a la siguiente especie:
- Candela labrum †